# Російсько-українська культурна війна
Російсько-українська культурна війна — процеси у сфері культури в українсько-російських відносинах, що були активовані російською збройною агресією проти України.

## Передумови та історичний контекст
Російсько-українське культурне протистояння має давню історію — циркуляри та укази російського уряду та московської церкви щодо заборони вивчення української мови, видання українських книжок з'являлися з 17 століття. До їх числа належать заборона Києво-Печерській лаврі друкувати будь-які книжки без дозволу Московського патріарха, 1689; Валуєвський циркуляр, 1863; Емський указ, 1876; Указ Миколи II про скасування української преси, 1914; Постанова Пленуму ЦК КПРС про єдину офіційну загальнодержавну мову (російську) в СРСР, 1989 тощо.
Політолог Андрій Окара у 2012 році констатував, що образ українця в російському кінематографі змінився — з простуватого і доброзичливого персонажа він перетворився на колабораціоніста і зрадника. Російське кіно нав'язує глядачам негатив по відношенню до України, використовуючи штампи та інші технології впливу. За його словами, подібний образ українців був використаний у фільмах «Белая гвардия», «Матч», «Мы из будущего-2», «Брат-2», «Адмиралъ», серіалі «Автономка» тощо.

## Перебіг подій
У червні 2014 року з'явилося повідомлення, що російська влада в окупованому Криму планує змінити дорожні знаки з українською мовою.
- Процес заміни знаків був розпочатий в листопаді 2014 року.[4]

У жовтні 2014 року міністр освіти окупаційної влади Криму Наталія Гончарова повідомила, що в Криму не залишилося жодної школи, де викладання повністю велося б українською мовою.
За звітом ОКГП ООН у вересні 2017 року, в Криму кількість учнів, що навчалися українською мовою, впало з 12 000 у 2013/14 навчальному році до 328 у 2016/17. Кількість українських шкіл зменшилася з семи до однієї, а число українських класів − з 875 до 28. Також зазначається, що до кінця 2014 року українську мову як мову викладання було виключено з університетської освіти в Криму.

## Культурні процеси

### Мова ненависті

#### Оцінки щодо мови ненависті
За словами Сергія Жадана, удавання до мови ненависті є показником слабкості позиції та захисною реакцією, що свідчить про неможливість говорити з позиції впевненості.

| .. ми, українці [...] не мусимо перепльовувати наших ворогів, себто Російську Федерацію, себто росіян у методах брехні, в методах маніпуляції, в методах фальсифікацій. Ми не починали цю війну. Ми захищаємо свої території. Ми не воюємо на чужих територіях. |
| — Сергій Жадан |

Євген Дикий, доброволець Айдару, опублікував відкритий лист як відповідь Насті Станко, у якому говорить, що мова ненависті під час війни є мовою любові до того на чий захист ти став.

| .. Для такого випадку також є «стандарт БіБіСі» — це стандарт БіБіСі 1942 року, коли нацистські бомби сипались на Лондон, стандарт передач, сповнених гніву на агресора та гордості за своїх захисників. Подивіться репортажі улюбленого вами БіБіСі тих часів, і ви зрозумієте, як треба висвітлювати СВОЮ війну, війну свого народу за право бути на карті світу — а саме це на кону в російсько-українській війні. […] Настю, зрозумій — нам потрібна мова ненависті, бо лише вона в час війни є мовою кохання. Неможливо любити когось чи щось, і бути вільним від ненависті до того, що їм загрожує, що нищить їх, що заперечує саме їхнє існування. Коли те, що ти любиш, під загрозою — любов без ненависті не варта виїденого яйця .. |
| — Євген Дикий |

#### Ідентифікація мови ненависті
Згідно аналізу Наталі Стеблини з Media Sapiens за квітень 2017 року, одеське видання Таймер вирізняється тенденційною вибіркою матеріалів, що створюють негативний образ України та її Збройних сил. Зокрема, українські військові з’являлися в текстах Таймера виключно як фігуранти кримінальних справ, найчастіше — вбивств мирних мешканців або товаришів по службі.
Тетяна Кузнєцова з Detector Media у аналізі за червень 2017 відмітила, що одеське видання Таймер використовує елементи мови ворожнечі, наявні у цитатах героїв матеріалів. Негативно оцінні вислови героїв персоніфікують їх як чужих, підкреслюють їхню агресію та ворожу сутність, налаштовує читача на негативність матеріалу.

## Аналіз
За оцінкою Віталія Портникова у 2017 році, російські ЗМІ три роки підряд готують матеріали про Україну як одні з головних новин.

## Матеріали
- Іван Дзюба, Україна-Росія: протистояння чи діалог культур? [Архівовано 30 вересня 2017 у Wayback Machine.] // К., 2001